# Vrbić
Vrbić (cyr. Врбић) – wieś w Serbii, w okręgu maczwańskim, w gminie Krupanj. W 2011 roku liczyła 458 mieszkańców.